# Юшко Віктор Васильович
Ві́ктор Васи́льович Юшко (7 квітня 1971) — підполковник Збройних сил України, командир реактивного артилерійського дивізіону реактивного артилерійського полку ВМС ЗСУ.

## Біографія
У 1988 році подав документи на вступ до Одеського вищого артилерійського командного училища.
У 1992 році після закінчення училища отримав призначення у 961-й реактивний артилерійський полк в Фастові.
Пройшов шлях від начальника розвідки дивізіону до командира батареї реактивних систем «Град», а згодом — «Ураганів». У 2004 році був звільнений за скороченням в зв'язку з розформуванням частини.

### Російсько-українська війна
В 2014 році поповнив лави добровольців 11-го батальйону ТРО «Київська Русь».
21 грудня 2014 року прибув у район виконання завдань новоствореної 44-ї артилерійської бригади під Горлівку і прийняв під кломандування дивізіон.

## Розслідування
Влітку 2024 року начальник Генштабу ЗСУ Анатолій Баргилевич просив ДБР розслідувати дії Юшка, що, за його даними, незаконно відправляв Шабуніна у відрядження до НАЗК. 
За даними слідства, протягом перших днів повномасштабного вторгнення РФ Юшко намагався використати знайомство з головою правління Центру протидії корупції Віталія Шабуніна, що тоді служив у тому ж батальйоні. Сам Юшко тоді був командиром батальйону ТрО.
Як стверджував прокурор, Юшко направив Шабуніна у відрядження замість виконання військових обов’язків. Юшко, як стверджує слідство, мав на меті отримати нематеріальну вигоду у вигляді можливостей від знайомства з Шабуніним. Прокурор просив заставу 224 тис. грн, суд призначив заставу у 60,5 тис. грн. Захисники Юшка заявили, що підозра є необгрунтованою, а в його діях немає складу злочину.

## Нагороди
- Орден «За мужність» III ступеня (26 грудня 2014) — за особисту мужність і героїзм, виявлені у захисті державного суверенітету та територіальної цілісності України, вірність військовій присязі[5]
- Медаль «За військову службу Україні» (29 вересня 2014) — за особисту мужність і героїзм, виявлені у захисті державного суверенітету та територіальної цілісності України[6]
- Нагрудний знак Начальника Генерального штабу «За доблесну військову службу Батьківщині» (6 жовтня 2014).
- Орден «За мужність» II ступеня (12 грудня 2016) — За особисту мужність, самовідданість і високий професіоналізм, виявлені у захисті державного суверенітету та територіальної цілісності України, вірність військовій присязі.[7]